# Danica Tomić
Danica Tomić serb. Даница Томић (ur. 1905 w Dalju, zm. 1961 w Stanach Zjednoczonych) – jugosłowiańska lotniczka, pierwsza kobieta w Jugosławii, która uzyskała licencję pilota.

## Dzieciństwo i młodość
Była żoną pilota wojskowego Miodraga Tomicia, dzięki któremu miała dostęp do książek poświęconych lotnictwu. W 1928, w czasie obchodów piętnastej rocznicy otwarcia belgradzkiego lotniska wykonała serię akrobacji lotniczych na wysokości 2500 m, jako pierwsza kobieta w dziejach Jugosławii.
W 1930 rozpoczęła naukę w szkole dla pilotów cywilnych w Belgradzie a w 1933 uzyskała licencję pilota turystycznego. Niewiele wiadomo o losach Danicy Tomić po 1933. W czasie II wojny światowej Miodrag Tomić trafił do niewoli niemieckiej i znalazł się w obozie jenieckim. Po uwolnieniu wraz z żoną wyjechał z kraju i osiedlił się w Stanach Zjednoczonych.